# Sông băng Samodiva

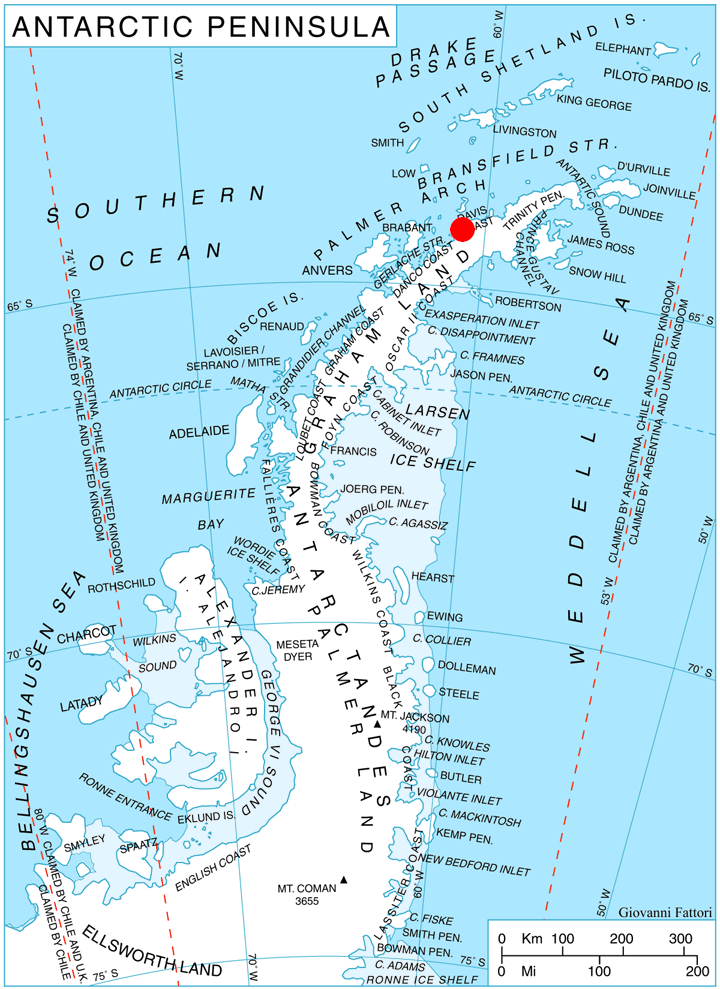
Vị trí bán đảo Chavdar trên Graham Land, Nam Cực.

Sông băng Samodiva (tiếng Bulgaria: ледник Самодива, đã Latinh hoá: lednik Samodiva, IPA: [ˈlɛdnik sɐmoˈdivɐ]) là một sông băng dài 3.7 km rộng 1,8 km ở phía đông của bán đảo Chavdar, Graham Land, Nam Cực, nằm ở phía đông chỏm băng Tumba và phía tây sông băng Pirin. Sông băng Samodiva chảy theo hướng bắc-đông bắc từ núi Pénaud vào Vịnh Curtiss ở phía tây Seaplane Point.
Tên Samodiva được đặt theo khu định cư Samodiva ở miền nam Bulgaria.

## Vị trí
Sông băng Samodiva Glacier có tọa độ 64°05′30″N 60°49′30″T / 64,09167°N 60,825°T.